# Larry Steele
Larry Nelson Steele (Greencastle, 5 maggio 1949) è un ex cestista e allenatore di pallacanestro statunitense, professionista nella NBA.

## Carriera
Venne selezionato dai Portland Trail Blazers al terzo giro del Draft NBA 1971 (37ª scelta assoluta).

## Statistiche

### NBA

#### Regular season
| Anno       | Squadra             | PG  | PT | MP   | TC%  | 3P% | TL%  | RP  | AP  | PRP | SP  | PP   |
| ---------- | ------------------- | --- | -- | ---- | ---- | --- | ---- | --- | --- | --- | --- | ---- |
| 1971-1972  | Portland T. Blazers | 72  | -  | 18,2 | 48,1 | -   | 72,2 | 3,9 | 2,2 | -   | -   | 5,1  |
| 1972-1973  | Portland T. Blazers | 66  | -  | 19,7 | 48,3 | -   | 79,8 | 2,3 | 2,4 | -   | -   | 5,9  |
| 1973-1974  | Portland T. Blazers | 81  | -  | 32,7 | 47,8 | -   | 78,9 | 3,8 | 4,0 | 2,7 | 0,4 | 9,7  |
| 1974-1975  | Portland T. Blazers | 76  | -  | 31,4 | 54,8 | -   | 83,6 | 3,0 | 3,8 | 2,4 | 0,2 | 8,6  |
| 1975-1976  | Portland T. Blazers | 81  | -  | 29,4 | 49,5 | -   | 75,9 | 3,6 | 4,0 | 2,1 | 0,2 | 9,9  |
| 1976-1977† | Portland T. Blazers | 81  | -  | 20,7 | 50,0 | -   | 80,6 | 2,3 | 2,1 | 1,5 | 0,2 | 10,3 |
| 1977-1978  | Portland T. Blazers | 65  | -  | 17,4 | 47,0 | -   | 82,0 | 1,7 | 1,3 | 0,9 | 0,1 | 8,0  |
| 1978-1979  | Portland T. Blazers | 72  | -  | 20,7 | 42,0 | -   | 82,4 | 2,4 | 2,0 | 1,0 | 0,1 | 7,2  |
| 1979-1980  | Portland T. Blazers | 16  | -  | 27,9 | 42,5 | 0,0 | 81,5 | 2,8 | 4,2 | 1,6 | 0,1 | 9,1  |
| Carriera   | Carriera            | 610 | -  | 24,2 | 48,3 | 0,0 | 79,6 | 2,9 | 2,8 | 1,8 | 0,2 | 8,2  |

#### Play-off
| Anno     | Squadra             | PG | PT | MP   | TC%  | 3P% | TL%  | RP  | AP  | PRP | SP  | PP   |
| -------- | ------------------- | -- | -- | ---- | ---- | --- | ---- | --- | --- | --- | --- | ---- |
| 1977†    | Portland T. Blazers | 18 | -  | 14,5 | 37,1 | -   | 75,0 | 1,5 | 1,0 | 0,5 | 0,0 | 4,2  |
| 1978     | Portland T. Blazers | 6  | -  | 31,8 | 41,7 | -   | 90,5 | 4,3 | 2,3 | 1,2 | 0,3 | 11,5 |
| 1979     | Portland T. Blazers | 3  | -  | 24,3 | 57,1 | -   | 88,9 | 3,7 | 2,3 | 3,3 | 0,0 | 13,3 |
| Carriera | Carriera            | 27 | -  | 19,4 | 42,4 | -   | 82,3 | 2,4 | 1,4 | 1,0 | 0,1 | 6,9  |

## Palmarès
- Campionato NBA: 1

Portland Trail Blazers: 1977
- Migliore nelle palle rubate NBA (1974)